# Teucholabis seticosta
Teucholabis seticosta är en tvåvingeart som beskrevs av Alexander 1948. Teucholabis seticosta ingår i släktet Teucholabis och familjen småharkrankar. Inga underarter finns listade i Catalogue of Life.